# 皮勒海崖
72°35′S 93°20′W / 72.583°S 93.333°W
皮勒海崖（英語：Peeler Bluff），是南極洲的海崖，位於埃爾斯沃思地的阿博特冰架北側，處於麥納馬拉島西岸，以美國海軍的上尉指揮官命名，現時由南極條約體系管理。